# Прем'єр-міністр Кенії
Прем'єр-міністр Кенії — керівна посада в уряді Кенії.

## Історія
Першим прем'єр-міністром Кенії став Джомо Кеніата, який став прем'єр-міністром у 1963 році. У 1964 році Кенія стала республікою; посаду прем'єр-міністра було скасовано, а Джомо Кеніата зайняв посаду президента. Після угоди про розподіл влади в лютому 2008 року посаду прем'єр-міністра відновили у квітні того ж року. Втім посада знову була ліквідована Конституцією 2010 року після виборів 2013 року.
Останній прем'єр-міністр Раїла Одінга, склав присягу 17 квітня 2008 року. Він був другим прем'єр-міністром Кенії.

## Прем'єр-міністри Кенії (1963—2013)
| №                                                     | Портрет                           | Ім'я (Народження — смерть)        | Початок                           | Закінчення                        | Політична партія                     |
| Прем'єр-міністр Кенії (1963—1964)                     | Прем'єр-міністр Кенії (1963—1964) | Прем'єр-міністр Кенії (1963—1964) | Прем'єр-міністр Кенії (1963—1964) | Прем'єр-міністр Кенії (1963—1964) | Прем'єр-міністр Кенії (1963—1964)    |
| ----------------------------------------------------- | --------------------------------- | --------------------------------- | --------------------------------- | --------------------------------- | ------------------------------------ |
| 1                                                     |                                   | Джомо Кеніата (1891—1978)         | 1 червня 1963 року                | 12 грудня 1964 року               | Африканський національний союз Кенії |
| Прем'єр-міністр Республіки Кенія                      |                                   |                                   |                                   |                                   |                                      |
| Пост скасовано (12 грудня 1964 — 17 квітня 2008)      |                                   |                                   |                                   |                                   |                                      |
| 2                                                     |                                   | Раїла Одінга (1945––)             | 17 квітня 2008 року               | 9 квітня 2013 року                | Помаранчевий демократичний рух       |
| Пост скасовано (9 квітня 2013 р. — по теперішній час) |                                   |                                   |                                   |                                   |                                      |